# Upper Savage Islands
Upper Savage Islands är öar i Kanada.   De ligger i territoriet Nunavut, i den östra delen av landet, 1 900 km norr om huvudstaden Ottawa. Arean är 2,4 kvadratkilometer.
Terrängen på Upper Savage Islands är platt. Öns högsta punkt är 48 meter över havet. Den sträcker sig 1,9 kilometer i nord-sydlig riktning, och 2,3 kilometer i öst-västlig riktning.